# Fall River Rovers
Fall River Rovers foi um clube de futebol dos Estados Unidos, com sede em Fall River, Massachusetts . Eles ganharam as American Cup de1888 e 1889, bem como a National Challenge Cup de 1917 . Em 1921, os Rovers foram dissolvidos e um novo time, Fall River United, foi formado para entrar na recém-criada American Soccer League . 
O nome foi revivido durante a temporada de 1933-1934 por um time que jogou na Divisão da Nova Inglaterra da American Soccer League . Outras equipes na divisão incluíram outro Fall River United. 
Fundado em 1884, foi um dos primeiros clubes de futebol dos Estados Unidos. O clube ganhou notoriedade nos primeiros anos por ser uma das principais forças da National Challenge Cup.

## História

### Primeiros anos
No final do século 19, a cidade de Fall River, Massachusetts, juntamente com Kearny, New Jersey e St. Louis, Missouri, surgiram como os primeiros redutos do futebol nos Estados Unidos . No final da década de 1870, Fall River experimentou um período de crescimento econômico, impulsionado pela demanda por tecidos com estampa de algodão. O sudeste da Nova Inglaterra foi o berço da indústria têxtil dos Estados Unidos e Fall River ficou conhecida como Spindle City . Em 1876, a cidade tinha 43 fábricas, mais de 30.000 teares e mais de um milhão de fusos . Manter todos trabalhando exigia trabalho de imigrantes e, embora alguns dos recém-chegados fossem franco-canadenses e irlandeses, muitos também vieram de Lancashire e Glasgow, dois dos primeiros redutos do futebol no Reino Unido .  Como resultado, vários clubes de futebol, incluindo Rovers, surgiram na cidade. Em fevereiro de 1884, a equipe foi fundada em uma reunião realizada na County Street, Fall River. A equipe ingressou na Bristol County Football Association em 1885. Outros clubes da cidade incluem Fall River Olympics, Pan-americanos de Fall River e Fall River East Ends. Rovers, junto com esses clubes, tornaram-se filiados à American Football Association e entraram na American Cup . Entre 1888 e 1892 as equipes de Fall River ganharam a taça cinco vezes consecutivas. Fall River Rovers venceu em 1888 e 1889.   Em 1891, os Rovers, junto com as Olimpíadas de Fall River, East Enders e Pawtucket Free Wanderers, formaram a Liga da Nova Inglaterra. Em 1903, Rovers ganhou o campeonato da Interstate League. Em 1907, eles reingressaram na AFA. Os Rovers foram os campeões da New England League em 1909  antes de ingressar na primeira Eastern Soccer League em 1910 . Quando esta liga foi abandonada durante sua única temporada, os Rovers estavam na liderança.  Entre 1915 e 1921 eles jogaram na Southern New England Soccer League, terminando duas vezes como vice-campeões em 1917 e 1921.  Em 1917, eles também ganharam a Times Cup, a copa da liga do SNESL, derrotando a J&P Coats por 3 a 0 na final. 

### Rivalidade com a Bethlehem Steel
Durante o final da década de 1910, uma forte rivalidade inter-regional se desenvolveu entre os Rovers e a Bethlehem Steel . As equipes se enfrentaram em três finais consecutivas da National Challenge Cup . Os Rovers foram derrotados nas finais de 1916 e 1918, mas venceram a competição em 1917 . A rivalidade foi intensificada pelo fato de que, na época, Rovers contava principalmente com jogadores nascidos nos Estados Unidos, enquanto Steel dependia fortemente de jogadores importados tanto da Scottish Football League quanto da English Football League . Além disso, nenhum dos clubes estava imune à violência dos fãs. A final de 1916, organizada pela J&P Coats em Pawtucket, Rhode Island, atraiu uma multidão de 10.000, quase todos apoiando Rovers. Com o placar de 0 a 0 após 80 minutos, Steel foi concedido um pênalti, provocando protestos de jogadores Rovers e fãs. Posteriormente, Steel converteu o pênalti, que foi o suficiente para ganhar o troféu. No entanto, com segundos restantes, os Rovers não receberam a penalidade, gerando um tumulto e uma invasão de campo. A final de 1917 viu Steel e Rovers retornarem a Pawtucket para jogar para uma multidão de 5.000. O Rovers vingou sua derrota em 1916 com um gol marcado no primeiro minuto, dando a eles uma vitória difícil por 1 a 0. A final de 1918 viu as duas equipes retornarem a Pawtucket pela terceira vez, desta vez jogando um empate por 2–2 na prorrogação diante de 10.000. No entanto, os Rovers perderam o replay por 3-0 em Harrison, New Jersey . A estrela da equipe Rovers durante esta época foi Thomas Swords, que em 1916 foi o capitão dos Estados Unidos em seu primeiro internacional oficial. Outros jogadores notáveis incluíram John Sullivan, que marcou nas finais de 1917 e 1918, e Chick Albin .     

## Palmares
National Challenge Cup (1): 1917
American Cup (2): 1888,1889